# Darwin (Califòrnia)
Darwin és una concentració de població designada pel cens dels Estats Units a l'estat de Califòrnia. Segons el cens del 2000 tenia 54 habitants.

## Demografia
Segons el cens del 2000, Darwin tenia 54 habitants, 36 habitatges, i 14 famílies. La densitat de població era de 15,1 habitants/km².
Dels 36 habitatges en un 8,3% hi vivien nens de menys de 18 anys, en un 22,2% hi vivien parelles casades, en un 13,9% dones solteres, i en un 61,1% no eren unitats familiars. En el 55,6% dels habitatges hi vivien persones soles el 8,3% de les quals corresponia a persones de 65 anys o més que vivien soles. El nombre mitjà de persones vivint en cada habitatge era d'1,5 i el nombre mitjà de persones que vivien en cada família era de 2.
Per edats la població es repartia de la següent manera: un 5,6% tenia menys de 18 anys, un 1,9% entre 18 i 24, un 16,7% entre 25 i 44, un 59,3% de 45 a 60 i un 16,7% 65 anys o més.
L'edat mediana era de 53 anys. Per cada 100 dones de 18 o més anys hi havia 142,9 homes.
La renda mediana per habitatge era de 13.333 $ i la renda mediana per família de 15.000 $. Els homes tenien una renda mediana de 0 $ mentre que les dones 36.250 $. La renda per capita de la població era d'11.048 $. Entorn del 33,3% de les famílies i el 37,7% de la població estaven per davall del llindar de pobresa.

## Poblacions més properes
El següent diagrama mostra les poblacions més properes.